# Jay Heaps

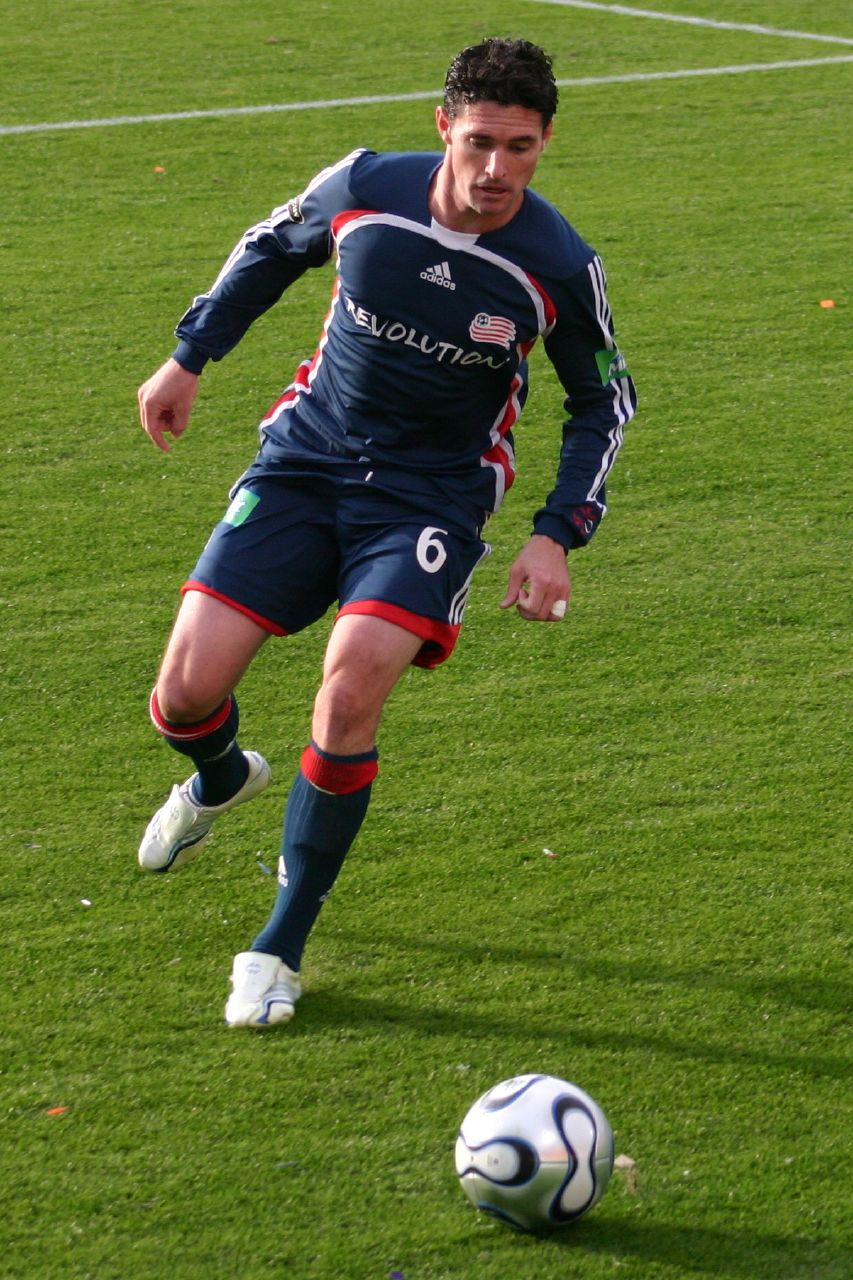
Jay Heaps en 2006

Jay Heaps est un joueur et entraineur de soccer international américain né le 2 août 1976 à Nashua dans le New Hampshire. Il est l'entraineur du Revolution de la Nouvelle-Angleterre en MLS pendant six ans après y avoir joué durant l'essentiel de sa carrière de joueur. Défenseur, il a également disputé 4 matchs avec la sélection nationale américaine.

## Biographie

### Carrière en club
Il joue pour le club de Fusion de Miami entre 1999 et 2001, et le New England Revolution de 2001 à 2009 avant d'en devenir l'entraîneur. 

### Carrière en sélection
Il est sélectionné à quatre reprises avec la sélection américaine lors de l'année 2009.

### Carrière d'entraineur
Le 14 octobre 2011, Heaps est nommé entraineur-chef du Revolution de la Nouvelle-Angleterre pour la saison 2012 en remplacement de Steve Nicol.

## Palmarès

### Palmarès en club
- Avec le  New England Revolution:
  - Vainqueur de la SuperLiga en 2008
  - Vainqueur de la Coupe des États-Unis en 2007

### Palmarès en sélection
- Avec les  États-Unis:
  - Finaliste de la Gold Cup en 2009